# Суперкубок Ізраїлю з футболу 1969
Суперкубок Ізраїлю з футболу 1969 — 1-й розіграш турніру (6-й, включаючи неофіційні розіграші). Матч відбувся 17 вересня 1969 року між чемпіоном Ізраїлю клубом Хапоель (Тель-Авів) та володарем кубка Ізраїлю клубом Хакоах Маккабі Амідар.
| Володар Суперкубка Ізраїлю 1969  |
| -------------------------------- |
|                                  |
| Хапоель (Тель-Авів) Третій титул |

## Матч

### Деталі
| 17 вересня 1969 |

| Хапоель (Тель-Авів)                              | 5:1 | Хакоах Маккабі Амідар |
| ------------------------------------------------ | --- | --------------------- |
| Файгенбаум 6', 26', 56' Мордечович 80' Борба 88' |     | Шаулі 47'             |

| Блумфілд, Тель-Авів Глядачів: 6 000 Арбітр: Шмуель Хандверг |

|  |  |

| В                 |  | Авраам Біньямін       |
| З                 |  | Давид Примо           |
| З                 |  | Нахман Кастро         |
| З                 |  | Шимон Бен Єонатан (к) |
| ПЗ                |  | Яков Рахминович       |
| ПЗ                |  | Роні Кальдерон        |
| ПЗ                |  | Єезкель Хазом         |
| ПЗ                |  | Моше Мордечович       |
| Н                 |  | Джордж Борба          |
| Н                 |  | Авраам Коен           |
| Н                 |  | Єгошуа Файгенбаум     |
| Заміни:           |  |                       |
| ПЗ                |  | Бренер                |
| Головний тренер:  |  |                       |
| Рехавія Розенбаум |  |                       |

| В                |  | Майкл Кадощ     |  |                  |
| З                |  | Данні Хефтель   |  |                  |
| З                |  | Аарон Шурук     |  |                  |
| З                |  | Ефраїм Габай    |  |                  |
| З                |  | Іцхак Сустіель  |  |                  |
| ПЗ               |  | Епхраїм Піттель |  |                  |
| ПЗ               |  | Саммі Шаулі     |  |                  |
| ПЗ               |  | Данні Нахміас   |  |                  |
| Н                |  | Бардуго         |  |                  |
| Н                |  | Гаді Зелнікер   |  |                  |
| Н                |  | Зві Фаркас      |  |                  |
| Заміни:          |  |                 |  |                  |
| ПЗ               |  | Хасдай          |  | Вийшов на заміну |
| Н                |  | Хаїм Цабарі     |  | Вийшов на заміну |
| Головний тренер: |  |                 |  |                  |
| Елізер Шпігель   |  |                 |  |                  |